# Thomas Mathiesen
Thomas Mathiesen, född 5 oktober 1933 i Oslo, död 29 maj 2021, var en norsk sociolog. 
Mathiesen gjorde sig under tidigt 1960-tal känd som kritiker av fängelsesystemet. Han avlade doktorsexamen på avhandlingen The Defences of the Weak (1965). Han blev professor i rättssociologi 1972 och har skrivit mängder av artiklar och faktaböcker i ämnet. Flera av Mathiesens böcker har översatts till svenska, bland andra Rätten i samhället (2005) och Makt och motmakt - den dolda disciplineringen (1982).
1968 var Mathiesen med om att bilda organisationen KROM, föreningen för kriminalreform i Norge, som till dels var inspirerad av svenska organisationen Krum. Från 1980-talet och framåt blev han även i ökande utsträckning engagerad i frågor om moderna massmedier och deras inverkan på samhället, och han gjorde dessutom omfattande forskning om moderna övervakningssystem och maktstrukturerna i samhället.
Mathiesen tilldelades norska Zola-priset 2003, och han utnämndes till hedersdoktor vid Lunds universitet samma år.

## Svensk bibliografi (urval)
- Det ofullgångna (1972)
- Rätt, samhälle och politisk handling (1980)
- Den dolda disciplineringen (1980)
- Makt och motmakt. Den dolda disciplineringen (1982)
- Tittarsamhället (1985)
- Kan fängelset försvaras? (1988)
- Rätten i samhället (2005)